# Electrolyte-oxide-semiconductor field-effect transistor
Der electrolyte-oxide-semiconductor field-effect transistor (engl., kurz EOSFET, dt. „Elektrolyt-Oxid-Halbleiter-Feldeffekttransistor“) ist ein spezieller Feldeffekttransistor mit isoliertem Gate (IGFET). Im Gegensatz zu konventionellen Metall-Oxid-Halbleiter-Feldeffekttransistoren (MOSFETs) ist die Gate-Elektrode nicht durch eine Metallschicht, sondern durch eine Elektrolyt-Lösung realisiert.
EOSFETs werden beispielsweise zur Erkennung neuronaler Aktivitäten eingesetzt, beispielsweise in Brain-Computer-Interfaces.